# Жилава анисовка
Жилава анисовка (Lentintinellus cohhleatus) је јестива, претежно зачинска гљива.

## Опис гљиве

##### Шешир
Ширине је 2-6 цм, жуто браонкасте до црвенкастосмеђе боје, облика је левка или трубе, понекад с усеком са стране, глатке или мало набране површине, с таласастим до лепршавим подвиеним рубом. 

##### Листићи
У младости су бели, а касније бледе боје меса, неједнаке дужине, збијени, широко силазни, дубоко нажлебљених оштрица. 

##### Дршка
Исте је боје као шешир, знатно тамнија од листића, према основи тамносмеђе боје са црвенкастим тоновима, ексцентрична, пуна и жилава, ребраста, наборана.

##### Месо
Беличасто је до сиво, кожасто у старости жилаво, у основи дршке плутасто, мирише на анис, укуса с благом компонентом аниса.

##### Споре
Величина је 4/5 µм, брадавичаве су, отисак спора је бео.

## Употреба
Јестива је кад је млада, и то као зачинска гљива. 

## Станиште
На мртвом листопадном, ређе на четинарском дрвету, на трулим пањевима и одумрлом корену, расте грмолико, често се појављује, од јула до октобра. 

## Напомена
Жилаву анисовку најчешће је лако препознати и одредити по специфичном мирису на анис и по нажлебљеним оштрицама листића, изузев варијетета који нема мирис Lentintinellus cochleatus var. inoles. Зато ју је готово немогуће заменити неком другом врстом.